# Пако Еррера
Франсиско Еррера Лоренсо (ісп. Francisco Herrera Lorenzo), більш відомий під своїм ім'ям Пако Еррера (ісп. Paco Herrera, нар. 2 грудня 1953, Барселона) — іспанський футболіст, що грав на позиції півзахисника. По завершенні ігрової кар'єри — тренер.

## Ігрова кар'єра
Вихованець футбольного клубу «Дамм». У дорослому футболі дебютував 1972 року виступами за команду «Сабадель» і провів два сезони у Сегунді.
1974 року перейшов до клубу Прімери «Спортінг» (Хіхон), за який відіграв 3 сезони. За результатами другого з них команда вилетіла до Сегунди.
Пізніше він виступав за «Леванте» та «Бадахос». В останньому клубі 32-річний футболіст і завершив професійну кар'єру футболіста.

## Кар'єра тренера
Завершивши ігрову кар'єру, Пако залишився у «Бадахосі», перейшовши на посаду тренера молодіжного складу команди, пізніше він став помічником тренера основного складу. Крім того Еррера керував першою командою в 24 матчах у двох різних сезонах Сегунди (18 ігор в 1992/93 та 6 у 1994/95).
Після цього Еррера очолював ще кілька іспанських клубів: «Нумансію», «Меріду», «Альбасете», «Полідепортіво» та «Рекреатіво». У 2004 році Рафаель Бенітес запросив Пако в «Ліверпуль» на посаду асистента та головного скаута клубу. Тут Еррера попрацював 2 сезони, після чого покинув «туманний Альбіон».
В червні 2006 року Еррера покинув Англію і повернулася до своєї країни, де виконував обов'язки спортивного директора «Еспаньйола» протягом трьох сезонів. Він покинув клуб у лютому 2009 року для того щоб очолити клуб Сегунди «Кастельйон», а потім працював тренером у команді «Вільярреал Б».
20 червня 2010 року Еррера підписав контракт з клубом Сегунди «Сельта». За підсумками сезону 2011/12 він зайняв з командою друге місце і вийшов в Ла Лігу. Втім там у Еррери справи йшли не так вдало і 18 лютого 2013 року після поразки 1:3 від «Хетафе», коли клуб опустився в зону вильоту на 16 місце.
3 червня 2014 року Еррера повернувся до Сегунди і очолив «Лас-Пальмас», який також за підсумком першого сезону вивів у Ла Лігу після 13 років відсутності. 19 жовтня 2015 року, після поразки 0:4 від «Хетафе», що опустила «канарців» на передостаннє місце, Еррера був звільнений.
7 червня 2015 року стало відомо, що Еррера очолив футбольний клуб «Реал Вальядолід», з яким пропрацював один сезон.
15 червня 2017 року Еррера очолив «Спортінг» (Хіхон), підписавши дворічний контракт. Він був звільнений 11 грудня того ж року після серії з шести матчів без перемог у Сегунді.

### Тренерська статистика
| Команда          | Країна  | Початок роботи | Закінчення роботи | Результати | Результати | Результати | Результати | Результати |
| Команда          | Країна  | Початок роботи | Закінчення роботи | І          | В          | Н          | П          | В %        |
| ---------------- | ------- | -------------- | ----------------- | ---------- | ---------- | ---------- | ---------- | ---------- |
| Бадахос          | Іспанія | 1992           | 1993              | 41         | 22         | 3          | 12         | 53.66      |
| Бадахос          | Іспанія | 1995           | 1995              | 6          | 2          | 2          | 2          | 33.33      |
| Нумансія         | Іспанія | 1998           | 1998              | 14         | 4          | 7          | 3          | 28.57      |
| Меріда           | Іспанія | 1998           | 2000              | 60         | 20         | 20         | 20         | 33.33      |
| Нумансія         | Іспанія | 2000           | 2000              | 12         | 3          | 2          | 7          | 25         |
| Альбасете        | Іспанія | 2001           | 2002              | 44         | 16         | 11         | 17         | 36.36      |
| Полідепортіво    | Іспанія | 2002           | 2003              | 43         | 12         | 16         | 15         | 27.91      |
| Рекреатіво       | Іспанія | 2003           | 2003              | 12         | 2          | 8          | 2          | 16.67      |
| Кастельйон       | Іспанія | 2009           | 2009              | 20         | 9          | 4          | 7          | 45.00      |
| Вільярреал Б     | Іспанія | 2010           | 2010              | 19         | 7          | 6          | 7          | 36.84      |
| Сельта           | Іспанія | 2010           | 2013              | 119        | 53         | 29         | 37         | 44.54      |
| Реал Сарагоса    | Іспанія | 2013           | 2014              | 31         | 10         | 9          | 12         | 32.26      |
| Лас-Пальмас      | Іспанія | 2014           | 2015              | 58         | 26         | 16         | 15         | 44.83      |
| Реал Вальядолід  | Іспанія | 2016           | 2017              | 46         | 20         | 10         | 16         | 43.48      |
| Спортінг (Хіхон) | Іспанія | 2017           | 2017              | 18         | 6          | 6          | 6          | 33,33      |
| Всього           | Всього  | Всього         | Всього            | 536        | 212        | 151        | 173        | 39,55      |